# Los Draps
Los Draps és un grup de folk punk originari de la comarca del Matarranya. Influïts pel rock urbà i l'estil dels Gra Fort, el seu so barreja música hardcore amb instruments tradicionals, en el seu cas, la dolçaina aragonesa.

## Història
El grup es va originar l'any 1992 al voltant de Joaquín de Guenen i Daniel del Colero, ambdós tocaven la guitarra en moltes festes pels pobles del Matarranya i els Ports, amb temes propis com ara Los Índios del Castell o Xica del mes de febrer, i versions com una de Litros de alcohol que resava «litros de merda corren per la séquia, gorrina…» 
El 1997 es va completar el grup amb l'entrada de Sisco de Torretes a la bateria, Natxo del Rosset als teclats i Sergio Arsís al baix. L'estiu de 1998, Los Draps feien el primer de molts concerts per la comarca a Pena-Roja, junt amb els grups La Codonyera, Azero i Artrosis, fins que a les acaballes de 1999, Sisco va deixar el grup i va ser substituït per Rubén de Kolores, l'actual bateria de la formació.
L'estiu de 2000 van gravar la maqueta Terra de Frontera, que els obriria la porta a concerts importants com el Carrascar i el Rebrot, ambdós en 2001. Llavors ja havien afegit un segon guitarrista, César de Txutxa, amb el qual actuarien a esdeveniments importants, com l'Acampallengua de les Illes Balears, l'Aplec dels Ports, diversos Correllengua i l'Acampallengua de la Franja de Ponent.
L'estiu de 2002 Dani del Colero va deixar el grup i es quedaren sense cantant i guitarra solista, la qual cosa va significar tornar a començar: la veu a les cançons va recaure en Sergio i Kolores, i Txutxa va haver d'aprendre a tocar sol, fet que va alentir l'evolució del grup fins a l'arribada del disc Flare, amb el qual es van acabar orientant cap al punk-rock amb gaita. El febrer de 2004 van gravar la cançó «Matarranya», basada en un poema del poeta pena-rogí Desideri Lombarte. El tema, editat per l'Associació Cultural Arran, és una de les referències de l'estil de música que feien aleshores.
Temps després va incorporar-se al grup Jorgito com a segon dolçainer. La contundència del grup es va anar establint amb temes com «Cultura popular», «Revolució» i «PP Feixistes» (que els valdria una denúncia per part del Partit Popular d'Osca), i el conjunt es va anar consolidant a cada concert. Al novembre del 2004 va entrar al grup Marc (ex guitarrista de Notinkson), de Massalió, amb el qual es va completar el grup, que s'autoeditaria el seu primer disc l'any 2006: No mos fareu callar!. El disc conté dotze cançons (de les quals una, «Entalto lo pueblo», en aragonés) i conté col·laboracions de Kapi d'Azero, Isa, Miguel i Chabi de Prau, Kaspas de Visión Túnel, Josep de Temps al temps i Jandro de Mallacán.
El mateix any van rebre el premi a la millor cançó en llengua minoritària de l'Aragó en els VIII Premis de la Música Aragonesa per a «Cultura popular», i pel novembre van enregistrar «Un crit al vent», cançó inèdita inclosa en Sons del Matarranya, un recopilatori fet expressament per promoure la música en català a l'Aragó al llarg de 2007.
L'any 2017 van publicar el disc La penúltima bala del qual es va fer el seu primer videoclip «Cucs». El 2019 van gravar la cançó d'homenatge «Entre tots fem Aplec» amb motiu de l'edició del mateix any del festival Aplec dels Ports que duia per lema «Al despoblament, ni aigua», a favor de la unió del pobles petits.

## Discografia
- Terra de frontera (Autoedició, 2000)
- No mos fareu callar (Magofermín Produzions, 2006, llicenciat baix Creative Commons)
- Un crit al vent (Magofermín Produzions, 2008)
- La penúltima bala (Autoedició, 2017)

### Participació en recopilatoris
- Correllengua (2002)
- Binissalem (2002)
- Atles musical, una llengua de convit (2001)[8]
- Una roella al cor (2002)
- Cultura de resistència vol.2 (2004)
- Esclat '06 (Maulets, 2006)
- Sons del Matarranya (ASCUMA, 2007)
- O Zaguer Chilo II (Asociación Nogará, 2018)